# Angiosperm Phylogeny Group
Angiosperm Phylogeny Group, APG, är en internationell grupp av botaniker som arbetar för en enhetlig taxonomi eller systematik av gömfröväxterna (Angiospermae) med anledning av modern forskning på molekylnivå.
Gömfröväxter, som även kallas blomväxter, är en av de grupper av organismer vars klassificering har påverkats mest av DNA-analys. Det inflytelserika Cronquistsystemet som publicerades av Arthur Cronquist 1981 utmanades under 1990-talet av förbättrade system, bland annat av W. S. Judd.
Genom att samla forskare från stora institutioner över hela världen och publicera forskningsresultat gemensamt, har Angiosperm Phylogeny Group försökt åstadkomma ett erkänt referenssystem. Man publicerade det första APG-systemet 1998. Detta bygger inte på någon enskild analys men utgör en sammanvägning av många karaktärer bland vilka nukleotidsekvenser (DNA- eller genbaserade analyser) har haft stort inflytande. Systemet hanterar framför allt högre nivåer i taxonomin och det finns fortfarande kunskapsluckor, varför en helt bestämd klassificering i vissa fall inte är möjlig. En reviderad version av APG-systemet publicerades 2003 och är bekant under namnet APG II 2003, eller bara APG II. 
De största skillnaderna mot äldre system (Cronquist, Takhtajan, Dahlgren etc.) är att APG:
- inte använder vetenskapliga namn över nivån ordning
- ger alternativa klassificeringar för vissa grupper. Exempelvis kan ett antal familjer antingen ses som en egen grupp, eller slås samman till en enda större familj. Möjligheten till alternativa klassificeringar infördes för att underlätta övergången från äldre system till nya DNA-baserade.

APG:s publikationer anses mer och mer vara en referenspunkt för klassificering av gömfröväxter. Man måste dock komma ihåg att nya forskningsresultat publiceras kontinuerligt och att inget klassificeringssystem någonsin blir helt färdigt.
Bland annat följande institutioner är representerade i Angiosperm Phylogeny Group:
- Kungliga Vetenskapsakademien
- Uppsala universitet
- Royal Botanic Gardens, Kew, Storbritannien
- University of Maryland, USA
- University of Florida, Gainsville, USA
- Missouri Botanical Garden, USA